# Distretto di Xuanzhou
Il distretto di Xuanzhou (宣州区S, Xuānzhōu QūP) è un distretto della Cina, situato nella provincia dell'Anhui.